# 1123 Shapleya
1123 Shapleya è un asteroide della fascia principale. Scoperto nel 1928, presenta un'orbita caratterizzata da un semiasse maggiore pari a 2,2260868 UA e da un'eccentricità di 0,1562051, inclinata di 6,41934° rispetto all'eclittica.
L'asteroide è dedicato all'astronomo statunitense Harlow Shapley.